# Deutsche Leichtathletik-Meisterschaften 1916
Die 18. Deutschen Leichtathletik-Meisterschaften wurden am 27. August 1916 in Leipzig ausgetragen.

## Wettbewerbsprogramm
Wie bei den vier anderen Leichtathletik-Meisterschaften während des Ersten Weltkriegs gab es auch in diesem Jahr ein etwas reduziertes Programm. Folgende Disziplinen wurden nicht angeboten:
- Mehrkämpfe
- Staffeln
- Gehwettbewerbe
- Hindernislauf
- Waldlauf
- Deutscher Marathonlauf (gehörte allerdings sowieso nicht zum offiziellen Meisterschaftsprogramm)

Auch die Teilnehmerzahl war vermutlich reduziert.

## Sportliche Leistungen
Von den dreizehn Meisterschaftstiteln wurden zehn durch Athleten aus Berlin gewonnen.

## Medaillengewinner
| Disziplin      | Gold                                   | Leistung    | Silber                                 | Leistung | Bronze                                      | Leistung |
| -------------- | -------------------------------------- | ----------- | -------------------------------------- | -------- | ------------------------------------------- | -------- |
| 100 m          | Hans Müller (Wacker Leipzig)           | 11,1 s0     | Richard Rau (SC Charlottenburg)        | 11,2 s0  | Karl Glaser (Berliner SC)                   |          |
| 200 m          | Richard Rau (SC Charlottenburg)        | 22,4 s0     | Hans Müller (Wacker Leipzig)           |          | Erwin Kern (TV 1860 München)                |          |
| 400 m          | Gerhard Gellert (Teutonia 1899 Berlin) | 53,0 s0     | unbekannt (Astoria Berlin)             | 53,1 s0  | Ernst Blank (SV Viktoria 1896 Magdeburg)    | 53,2 s0  |
| 800 m          | Heinz Erler (Berliner SC)              | 2:00,3 min  | Erich Wolfgramm (Charlottenburger TG)  |          | Kühl (Altona 93)                            |          |
| 1500 m         | Heinz Erler (Berliner SC)              | 4:10,8 min  | Herzog (Stettiner SC)                  |          | Erich Hebestreit (Wacker Leipzig)           |          |
| 7500 m         | Willy Scholz (Breslauer Sportfreunde)  | 25:00,5 min | Erich Michael (SC Charlottenburg)      |          | Albert Tschaber (Dresdensia Dresden)        |          |
| 110 m Hürden   | Reinhard Wegner (VfL Charlottenburg)   | 18,0 s0     | K. Schneider (Berliner SC)             |          | Hans Beinhoff (SC Viktoria Neuhaldensleben) |          |
| Hochsprung     | Fr. Schorm (Teutonia 1899 Berlin)      | 1,76 m      | Carl Schelenz (Berliner TV von 1850)   | 1,71 m   | Ernst Fritzmann (TG in Berlin)              | 1,71 m   |
| Stabhochsprung | Ludwig Gaim (TV 1860 München)          | 3,43 m      | Siegfried Hallupp (SC Charlottenburg)  | 3,43 m   | Heinrich Appel (Charlottenburger TG)        | 3,23 m   |
| Weitsprung     | Carl Schelenz (Berliner TV von 1850)   | 6,61 m      | Suden (Berliner SC)                    | 6,55 m   | Krischat (Hamburger SV)                     | 6,55 m   |
| Kugelstoßen    | Franz Buchholz (SC Charlottenburg)     | 12,42 m     | August Wasserfuhr (Marine SV Cuxhaven) | 12,20 m  | Johann Krach (LT Lübeck)                    | 11,66 m  |
| Diskuswurf     | Erich Herbst (BFC Preussen Berlin)     | 37,03 m     | Franz Heidinger (TV Nürnberg 1846)     | 35,63 m  | Walter von Reichenau (Berliner SC)          | 34,10 m  |
| Speerwurf      | Erich Herbst (BFC Preussen Berlin)     | 47,49 m     | Richard Kahl (VfB Leipzig)             | 45,71 m  | Walter Lüdeke (TG Steglitz)                 | 45,31 m  |